# Карлссон, Эйнар (футболист)
Эйна́р Ка́рлссон (швед. Einar Karlsson; 1 августа 1909 — 23 октября 1967) — шведский футболист, играл на позиции нападающего. Участник чемпионата мира 1938 года.

## Биография

### Клубная карьера
В начале карьеры играл за «Мариехолмс». В 1933 году перешёл в «Горду» из Гётеборга, за которую играл в течение девяти сезонов. Карлссон является рекордсменом «Горды» по количеству сыгранных матчей — за этот клуб он сыграл 164 матча в лиге Аллсвенскан.

### Карьера в сборной
Дебютировал за сборную Швеции 10 ноября 1935 года в товарищеском матче со сборной Франции — Швеция проиграла 0:2. Был участником чемпионата мира 1938 года, но на поле не выходил. Всего за сборную Швеции сыграл 3 матча.

### Смерть
Скончался 23 октября 1967 года в возрасте 59 лет.